# Clube Naval de Vila Franca do Campo
O Clube Naval de Vila Franca do Campo   (CNV) é um clube de desporto náutico localizado no Concelho de Vila Franca do Campo, na ilha de São Miguel, no arquipélago dos Açores.

## Fundação
O Clube Náutico promulga os seus Estatutos a 19 de fevereiro de 1993 (32 anos), constituindo-se como Associação
, "(...)tendo  por objectivos:  a) Promover o desporto e recreio naval, propondo-se desenvolver as actividades náuticas e a vela em particular.  b) Desenvolver e promover actividades turísticas e de animação turística, nomeadamente, as relacionadas com o mar.."

## História
Sentindo-se a necessidade de promover o Concelho da Vila Franca, sendo este também um lugar histórico no povoamento do Arquipélago, com tradição vincada no transporte marítimo e atividades piscatórias, posteriormente com o desenvolvimento do projeto da marina da Vila Franca, reunem-se as condições para que um pequeno grupo de associados fundam o Clube Naval de Vila Franca do Campo.

Desde a sua fundação vêm dinamizando o desporto náutico, criando e dinamizando algumas secções de Vela, Remo, Canoagem e Atividades subaquáticas.

Nos anos de 2012 e 2013,  colabora na organização do Red Bull Cliff Diving World Series no Ilhéu de Vila Franca, o primeiro realizado em Portugal, tendo sido também  o responsável das inscrições e acesso ao local da prova.

## Galeria

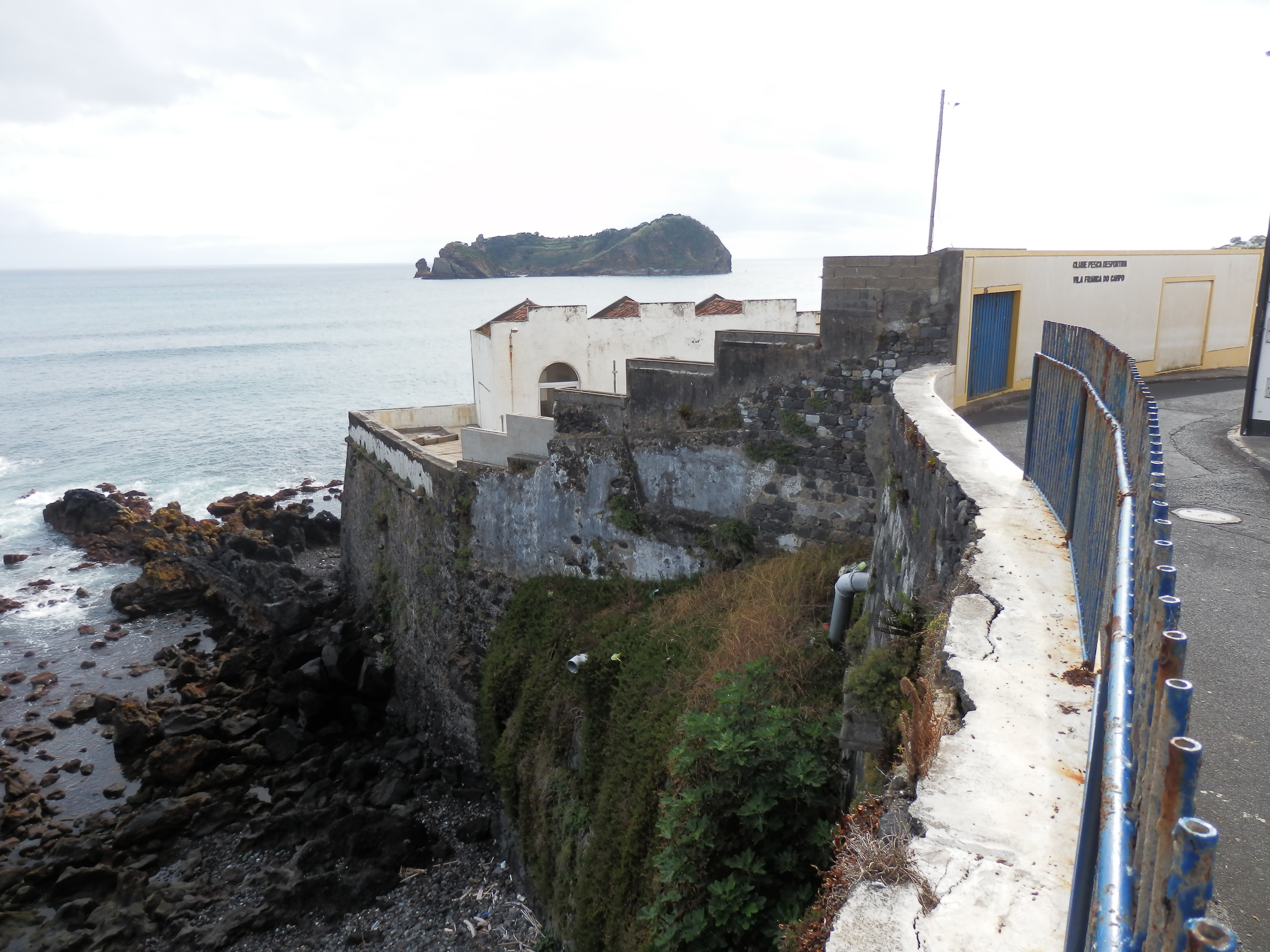
Primeira sede, Forte do Corpo Santo (Vila Franca do Campo)
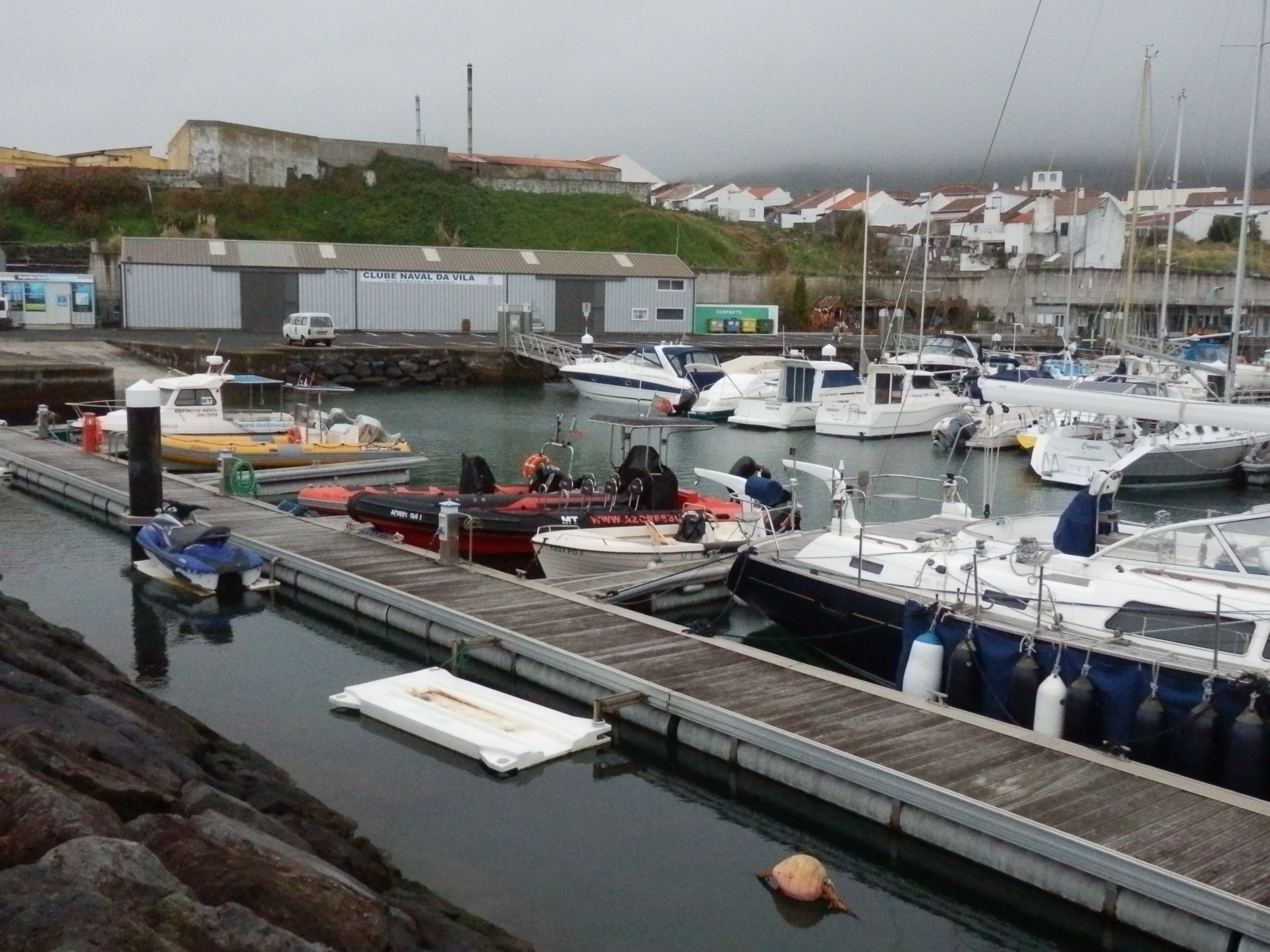
Clube visto pela marina.
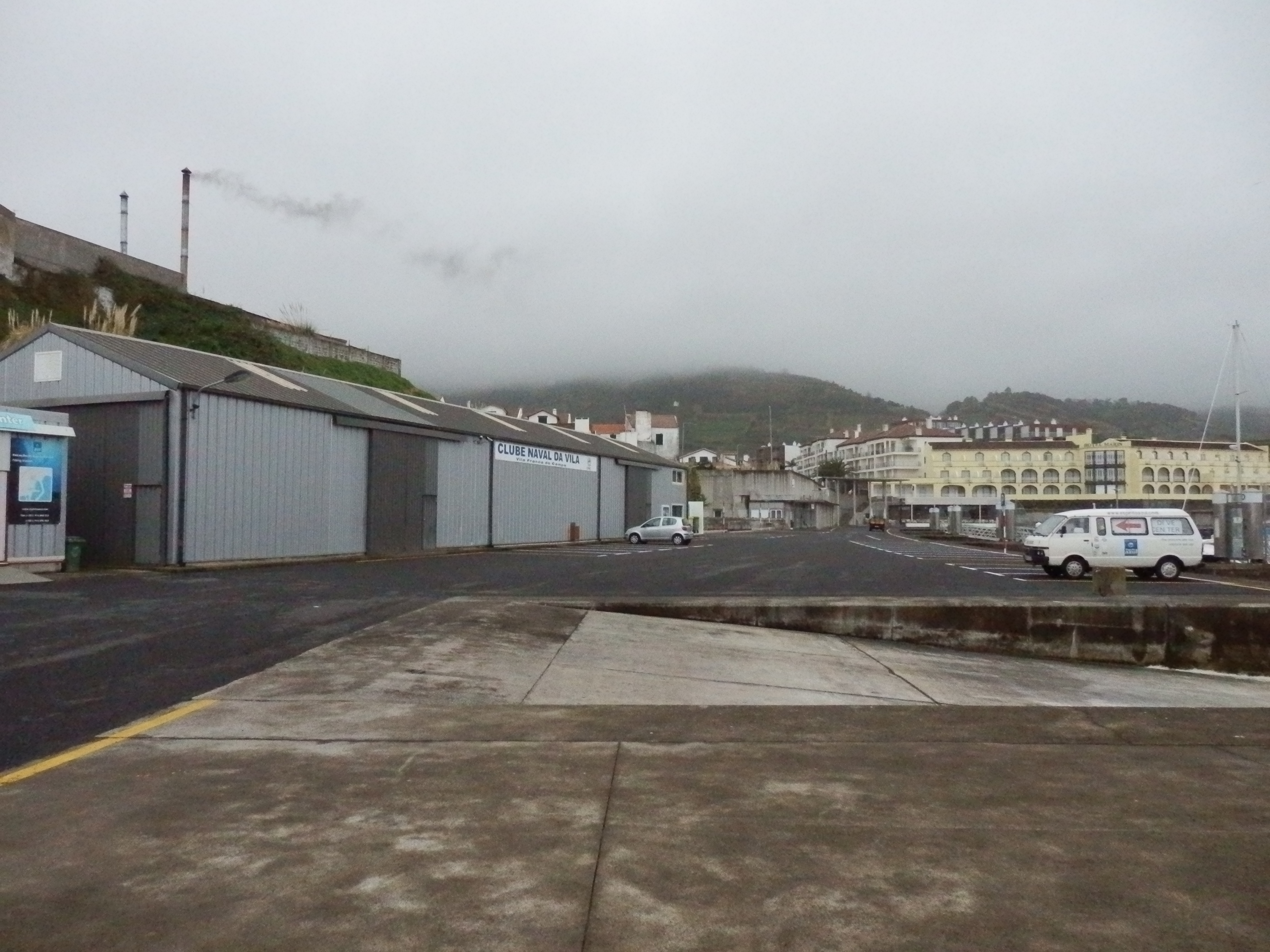
Acesso do Clube à rampa.
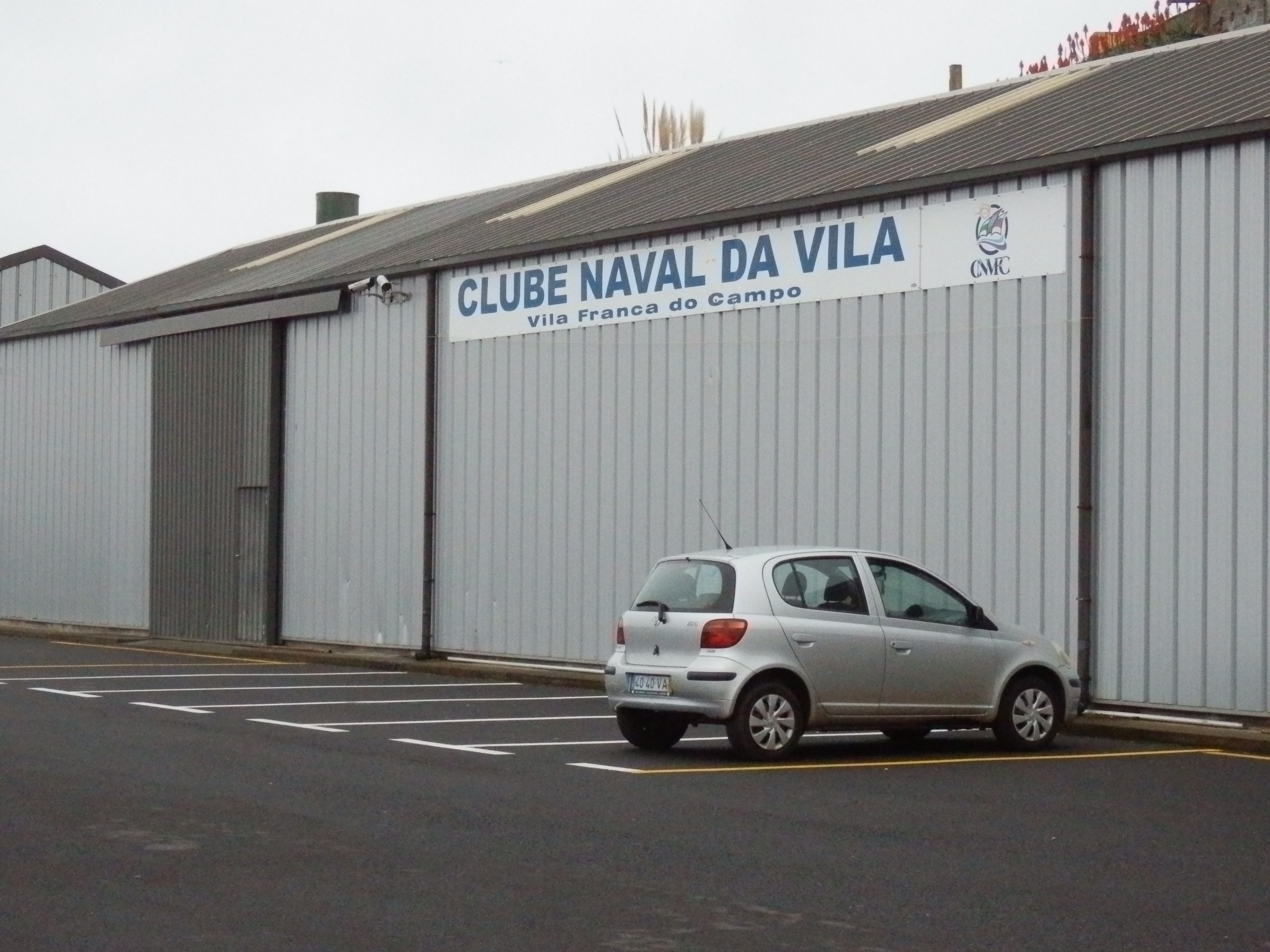
Instalações.
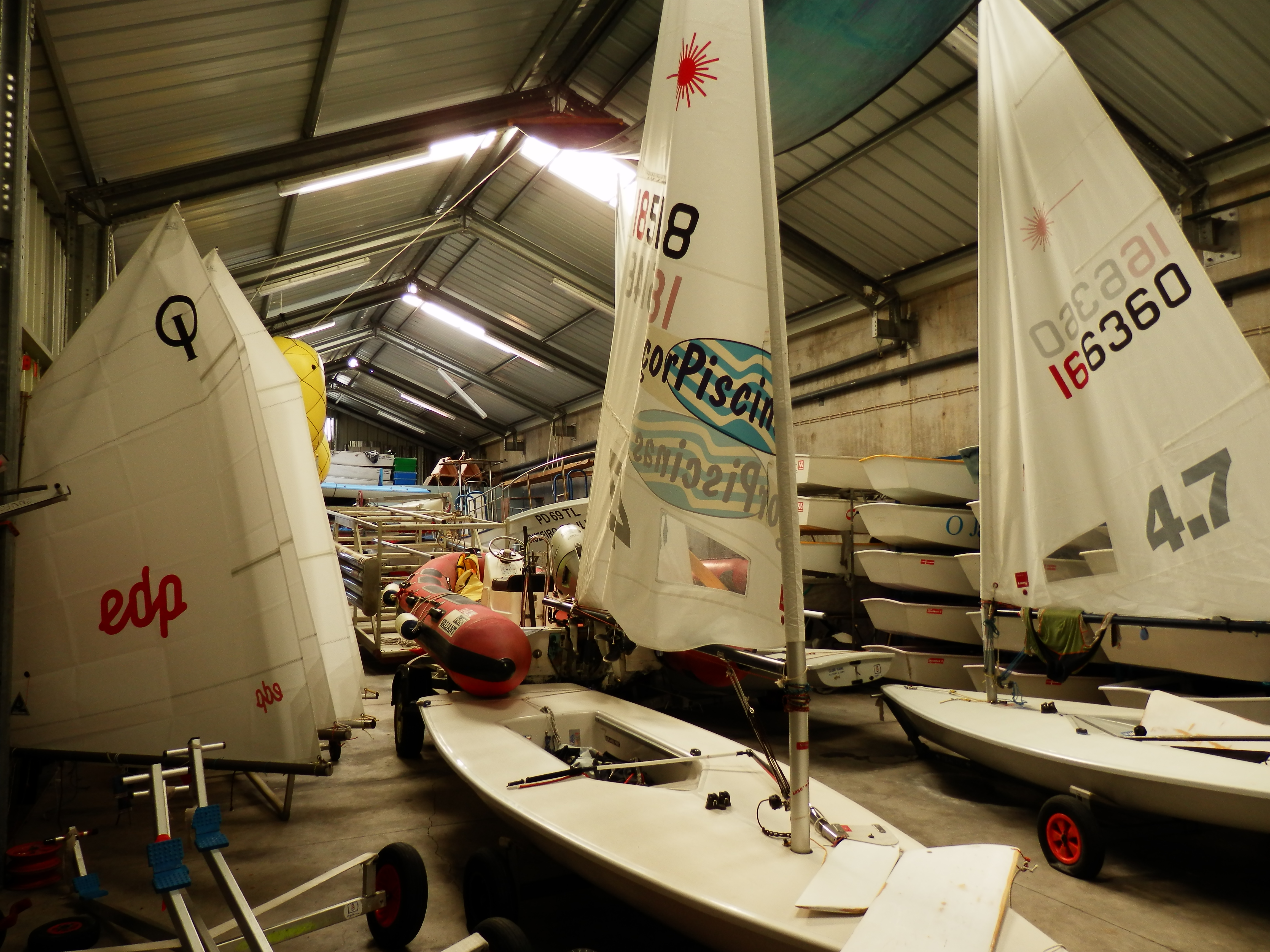
Equipamentos.
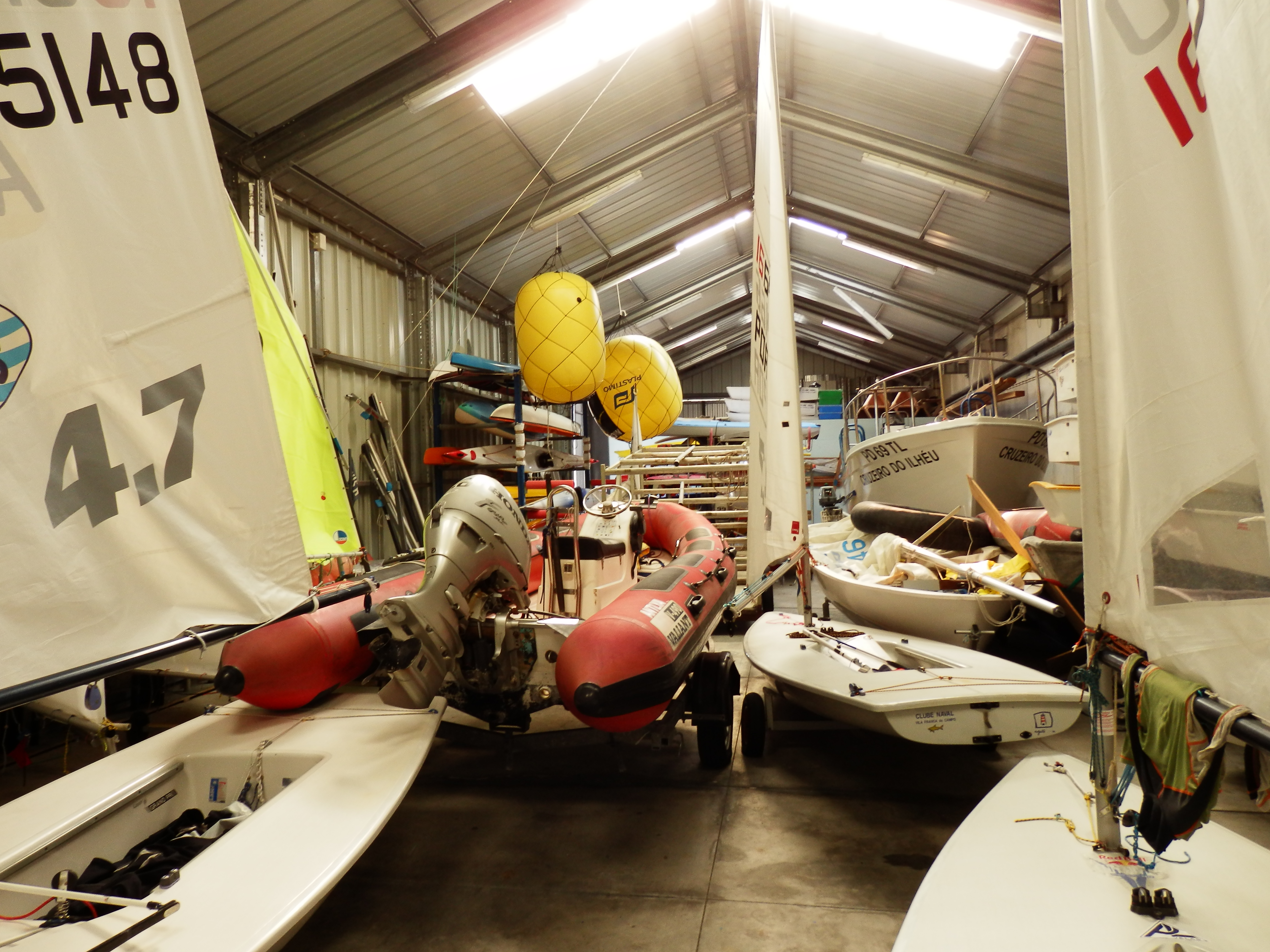